# اریک کنینگتون

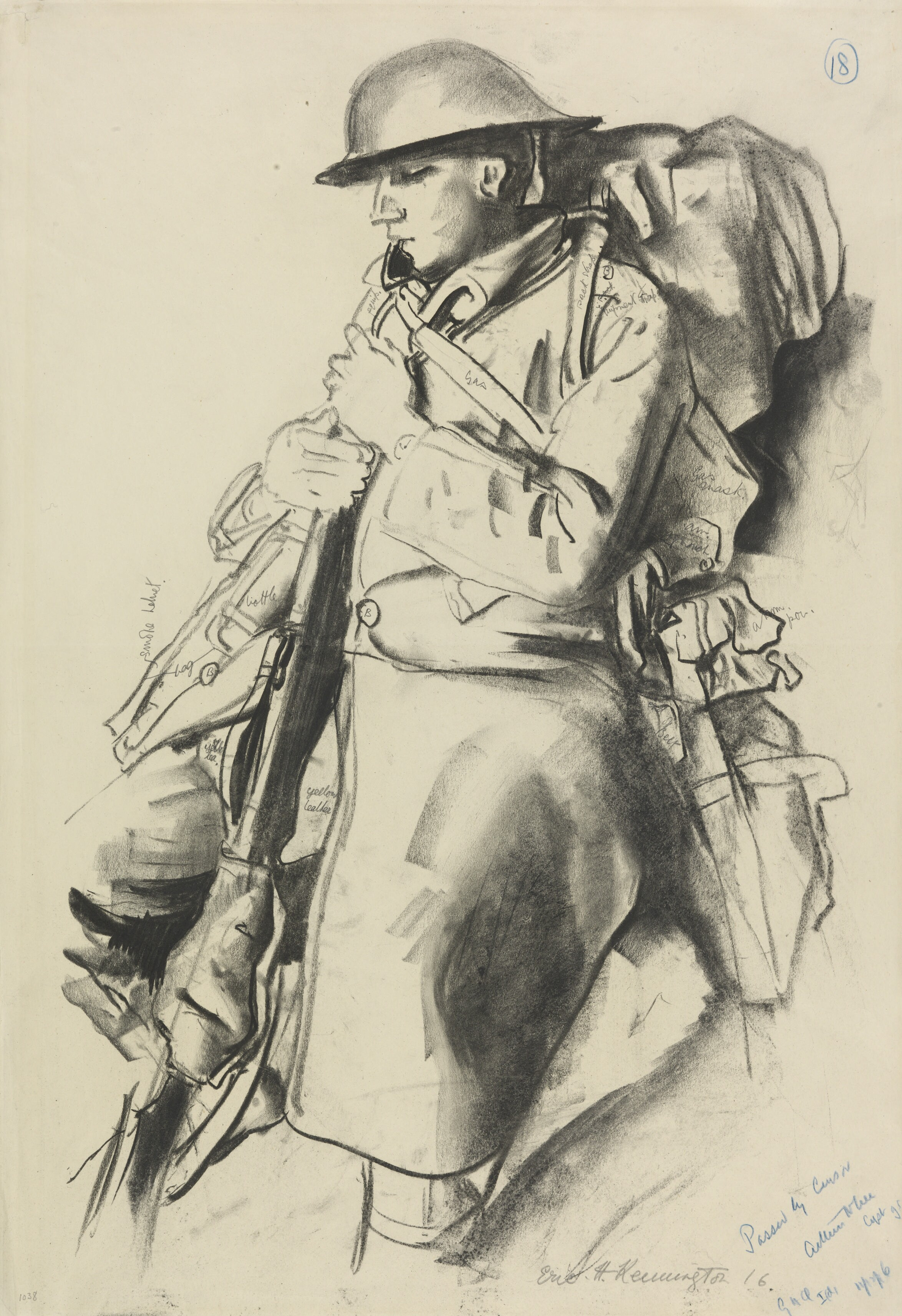
سرباز پیاده‌نظام مشغول استراحت (۱۹۱۶)

اریک کنینگتون (انگلیسی: Eric Kennington; ۱۲ مارس ۱۸۸۸ – ۱۳ آوریل ۱۹۶۰) نقاش و تصویرگر اهل بریتانیا و از «هنرمندان رسمی» بریتانیا در هر دو جنگ جهانی بود.